# Dustin Brown
Dustin James Brown, född 4 november 1984, är en amerikansk före detta professionell ishockeyspelare (forward). Brown draftades av Los Angeles Kings i första rundan som 13:e totalt vid NHL Entry Draft 2003 och spenderade hela NHL-karriären med Kings där han var lagkapten mellan 2008-2016 med vilka han ledde till Stanley Cup 2012 och 2014.
Brown vann brons med det amerikanska landslaget i VM 2004 och silver i OS 2010 i Vancouver som assisterande lagkapten för det amerikanska laget.

## Statistik

### Klubbkarriär
| 1998–99    | Ithaca High School  | HS-NY      | 18   | 4   | 13  | 17  | —   | —  | —  | —  | —  | —  |
| 1999–00    | Ithaca High School  | HS-NY      | 24   | 33  | 21  | 53  | —   | —  | —  | —  | —  | —  |
| 2000–01    | Guelph Storm        | OHL        | 53   | 23  | 22  | 45  | 50  | 4  | 0  | 0  | 0  | 10 |
| 2001–02    | Guelph Storm        | OHL        | 63   | 41  | 32  | 73  | 56  | 9  | 8  | 5  | 13 | 14 |
| 2002–03    | Guelph Storm        | OHL        | 58   | 34  | 42  | 76  | 89  | 11 | 7  | 8  | 15 | 6  |
| 2003–04    | Los Angeles Kings   | NHL        | 31   | 1   | 4   | 5   | 16  | —  | —  | —  | —  | —  |
| 2004–05    | Manchester Monarchs | AHL        | 79   | 29  | 45  | 74  | 96  | 6  | 5  | 2  | 7  | 10 |
| 2005–06    | Los Angeles Kings   | NHL        | 79   | 14  | 14  | 28  | 80  | —  | —  | —  | —  | —  |
| 2006–07    | Los Angeles Kings   | NHL        | 81   | 17  | 29  | 46  | 54  | —  | —  | —  | —  | —  |
| 2007–08    | Los Angeles Kings   | NHL        | 78   | 33  | 27  | 60  | 55  | —  | —  | —  | —  | —  |
| 2008–09    | Los Angeles Kings   | NHL        | 80   | 24  | 29  | 53  | 64  | —  | —  | —  | —  | —  |
| 2009–10    | Los Angeles Kings   | NHL        | 82   | 24  | 32  | 56  | 41  | 6  | 1  | 4  | 5  | 6  |
| 2010–11    | Los Angeles Kings   | NHL        | 82   | 28  | 29  | 57  | 67  | 6  | 1  | 1  | 2  | 6  |
| 2011–12    | Los Angeles Kings   | NHL        | 82   | 22  | 32  | 54  | 53  | 20 | 8  | 12 | 20 | 2  |
| 2012–13    | ZSC Lions           | NLA        | 16   | 8   | 5   | 13  | 26  | —  | —  | —  | —  | —  |
| 2012–13    | Los Angeles Kings   | NHL        | 46   | 18  | 11  | 29  | 22  | 18 | 3  | 1  | 4  | 8  |
| 2013–14    | Los Angeles Kings   | NHL        | 79   | 15  | 12  | 27  | 66  | 26 | 6  | 8  | 14 | 22 |
| 2014–15    | Los Angeles Kings   | NHL        | 82   | 11  | 16  | 27  | 26  | —  | —  | —  | —  | —  |
| 2015–16    | Los Angeles Kings   | NHL        | 82   | 11  | 17  | 28  | 30  | 5  | 0  | 1  | 1  | 4  |
| 2016–17    | Los Angeles Kings   | NHL        | 80   | 14  | 22  | 36  | 22  | –  | –  | –  | –  | –  |
| 2017–18    | Los Angeles Kings   | NHL        | 81   | 28  | 33  | 61  | 58  | 4  | 0  | 1  | 1  | 4  |
| 2018–19    | Los Angeles Kings   | NHL        | 72   | 22  | 29  | 51  | 24  | –  | –  | –  | –  | –  |
| 2019–20    | Los Angeles Kings   | NHL        | 66   | 17  | 18  | 35  | 22  | —  | —  | —  | —  | —  |
| 2020–21    | Los Angeles Kings   | NHL        | 49   | 17  | 14  | 31  | 18  | —  | —  | —  | —  | —  |
| 2021–22    | Los Angeles Kings   | NHL        | 64   | 9   | 19  | 28  | 20  | 7  | 0  | 2  | 2  | 0  |
| NHL totalt | NHL totalt          | NHL totalt | 1296 | 325 | 387 | 712 | 738 | 92 | 19 | 30 | 49 | 84 |

### Internationellt
| År            | Lag           | Turnering     | Resultat      |    | Matcher | Mål | Assist | Poäng | Utv |
| ------------- | ------------- | ------------- | ------------- | -- | ------- | --- | ------ | ----- | --- |
| 2002          | USA           | JVM           | 5:a           | 7  | 1       | 3   | 4      | 10    |     |
| 2003          | USA           | JVM           | 4:a           | 7  | 2       | 2   | 4      | 10    |     |
| 2004          | USA           | VM            | 3             | 9  | 1       | 3   | 4      | 4     |     |
| 2006          | USA           | VM            | 7:a           | 7  | 5       | 2   | 7      | 10    |     |
| 2008          | USA           | VM            | 6:a           | 7  | 5       | 4   | 9      | 22    |     |
| 2009          | USA           | VM            | 4:a           | 9  | 3       | 5   | 8      | 8     |     |
| 2010          | USA           | OS            | 2             | 6  | 0       | 0   | 0      | 0     |     |
| 2014          | USA           | OS            | 4:a           | 6  | 2       | 1   | 3      | 4     |     |
| Junior totalt | Junior totalt | Junior totalt | Junior totalt | 14 | 3       | 5   | 8      | 20    |     |
| Senior totalt | Senior totalt | Senior totalt | Senior totalt | 44 | 16      | 15  | 31     | 48    |     |